# مایکل آر پری
مایکل آر پری (انگلیسی: Michael R. Perry؛ زادهٔ ۱۵ آوریل ۱۹۶۳) فیلم‌نامه‌نویس و تهیه‌کننده تلویزیونی اهل ایالات متحده آمریکا است. وی از سال ۱۹۹۱ میلادی تاکنون مشغول فعالیت بوده‌است.
وی برندهٔ جوایزی همچون جوایز امی ساعات پربیننده و جایزه ادگار شده‌است.